# Grünordnungsplan

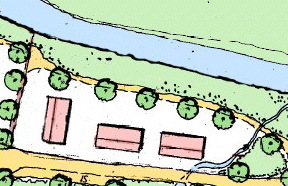
Der Grünordnungsplan zeigt Landschaftselemente innerhalb des Bebauungsplanes.

Der Grünordnungsplan (kurz GOP) ist ein Begriff aus der Landschaftsplanung und bildet die ökologische Grundlage für den Bebauungsplan. Er konkretisiert die Vorgaben des  Landschaftsplanes und besitzt in den meisten Ländern keine eigene Rechtswirksamkeit, lediglich in den Bebauungsplan übernommene Festsetzungen werden verbindlich.
Der Grünordnungsplan integriert vielfach Aufgaben, die sich aus den Naturschutzgesetzen (Eingriffs-Ausgleichs-Bewertung) bzw. dem Baugesetzbuch (Umweltbericht) ergeben. Die Stellung des Grünordnungsplans innerhalb der Raumplanung ist im Artikel Landschaftsplanung erläutert.